# Bohumil Steigenhöfer
Bohumil Steigenhöfer, född 1 mars 1905 i Prag och död 6 juni 1989 i Písek var en tjeckoslovakisk ishockeyspelare. Han var med i det tjeckoslovakiska ishockeylandslaget som kom på delad femte plats i Olympiska vinterspelen 1928 i Sankt Moritz.